# Leviathan (1989)
Leviathan, ou O Mistério dos Oceanos em Portugal, é um filme ítalo-estadunidense de ficção científica dirigido por George P. Cosmatos em 1989.

## Sinopse
Mineiros que trabalham no fundo do mar encontram uma embarcação soviética afundada. A descoberta traz à tona uma carga perigosa e que pode causar resultados horríveis. Os mineiros terão de lutar contra uma estranha mutação genética que vai eliminando um a um.